# Echinocereus mapimiensis
Echinocereus mapimiensis ist eine Pflanzenart in der Gattung Echinocereus aus der Familie der Kakteengewächse (Cactaceae). Das Artepitheton mapimiensis verweist auf das Vorkommen der Art in der mexikanischen Mapimi-Wüste.

## Beschreibung
Echinocereus mapimiensis wächst meist in lockeren Gruppen von bis zu 60 Zentimeter Durchmesser, die aus bis zu 50 Trieben bestehen. Die blaugrünen, zylindrischen, weichfleischigen, mehrheitlich aufrechten Triebe sind im Alter gelegentlich überhängend und schrumpfen bei Trockenheit stark. Sie sind 4 bis 30 Zentimeter lang und weisen Durchmesser von 1,5 bis 3,5 Zentimeter (selten bis zu 8 Zentimeter) auf. Die Triebe werden durch die Bedornung kaum verdeckt. Es sind in der Regel sechs stumpfe Rippen vorhanden, die niedrig gehöckert sind. Die auf ihnen befindlichen weißen Areolen sind kreisrund. Die geraden, nadeligen, schwärzlichen oder tiefroten Dornen vergrauen im Alter oder werden weißlich. Sie lassen sich nur schwer in Mittel- und Randdornen unterscheiden. Die zwei bis vier spreizenden Mitteldornen weisen Längen von 1,5 bis 2,2 Zentimeter auf. Die vier bis acht ebenfalls spreizenden Randdornen sind 0,9 bis 1,8 Zentimeter lang.
Die trichterförmigen Blüten sind bräunlich magentafarben. Sie erscheinen an den Seiten der Triebe, sind 3 bis 4,5 Zentimeter (selten bis zu 5,5 Zentimeter) lang und erreichen Durchmesser von 1,7 bis 4 Zentimeter. Ihre Blütenhüllblätter sind cremefarben gerandet. Die grünen kugelförmigen bis eiförmigen Früchte sind 1,5 bis 2,1 Zentimeter lang und weisen Durchmesser von 1,2 bis 1,5 Zentimeter auf.

## Verbreitung, Systematik und Gefährdung
Echinocereus mapimiensis ist im mexikanischen Bundesstaat Coahuila in der Mapimi-Wüste unter Sträuchern auf lehmig-sandigen Schwemmböden verbreitet.
Die Erstbeschreibung durch Edward Frederick Anderson, Wendy C. Hodgson und Patrick Quirk wurde 1998 veröffentlicht.
In der Roten Liste gefährdeter Arten der IUCN wird die Art als „Vulnerable (VU)“, d. h. als gefährdet geführt.

## Nachweise

## Weiterführende Literatur
- S. Breckwoldt, K. Breckwoldt: Echinocereus mapimiensis E.F.Anderson, W.Hodgson & P.Quirk. Beobachtungen am Fundort als Ergänzung der Erstbeschreibung. In: Der Echinocereenfreund. Band 14, Nummer 1, 2001, S. 24–27.
- S. Breckwoldt, K. Breckwoldt: Echinocereus mapimiensis aus dem Bolsón de Mapimí, Mexiko. In: Kakteen und andere Sukkulenten. Band 54, Nummer 4, 2003, S. 103–105.